# Pli selon pli, portrait de Mallarmé
 (mars 2023).
Si vous disposez d'ouvrages ou d'articles de référence ou si vous connaissez des sites web de qualité traitant du thème abordé ici, merci de compléter l'article en donnant les références utiles à sa vérifiabilité et en les liant à la section « Notes et références ».

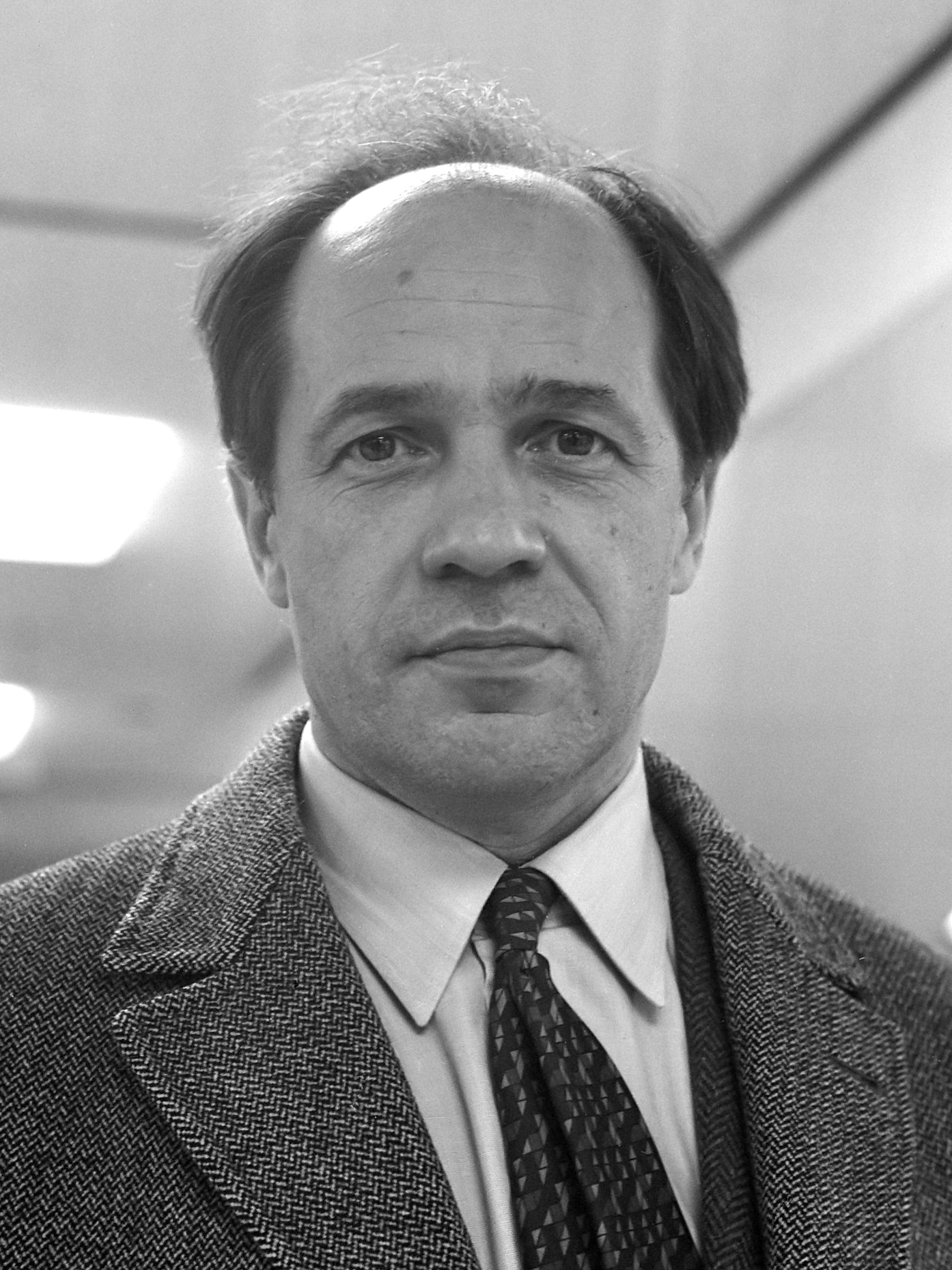
Pierre Boulez

Pli selon pli, portrait de Mallarmé est une œuvre de Pierre Boulez, pour voix de soprano et orchestre, d'après des poèmes de Stéphane Mallarmé. Sa composition a commencé en 1957 ; elle a connu diverses versions et divers remaniements jusqu'en 1990.
Une première version complète (avec les cinq parties actuelles) a été créée, en 1960, à Cologne, sous la direction du compositeur. Une nouvelle version a été créée en 1962 au Festival de Donaueschingen, également sous la direction du compositeur.

## Les parties de l'œuvre
1. Don - d'après le poème intitulé Don du poème
2. Improvisation sur Mallarmé I - d'après le sonnet « Le vierge, le vivace et le bel aujourd'hui... »
3. Improvisation sur Mallarmé II - d'après le sonnet « Une dentelle s'abolit... »
4. Improvisation sur Mallarmé III - d'après le sonnet « A la nue accablante tu... »
5. Tombeau - d'après le sonnet qui porte ce titre

Le titre général de l'œuvre est emprunté à un sonnet de Mallarmé, Remémoration d'amis belges, dont Boulez ne fait pas un usage direct. Dans ce poème, Mallarmé évoque, à l'occasion d'un séjour à Bruges auprès de poètes belges qui l'ont invité, un brouillard qui se dissipe progressivement et dévoile peu à peu la pierre de la vieille cité de Bruges :
Comme furtive d'elle et visible je sens

Que se dévêt pli selon pli la pierre veuve

## Genèse de l'œuvre
- 1957 : écriture d'Improvisation I sur Mallarmé

- 1957 : écriture d'Improvisation II sur Mallarmé

- 1958 : création à Hambourg d'Improvisation I sur Mallarmé et  d'Improvisation II sur Mallarmé, sous la direction de Hans Rosbaud

- 1959-1962 : écriture de Tombeau

- 1959 : création de Tombeau à la mémoire du prince Egon von Fürstenberg au Festival de Donaueschingen, sous la direction du compositeur

- 1959 : écriture d'Improvisation III sur Mallarmé

- 1960 : écriture de Don

- 1960 : création du cycle complet (cinq parties), avec la version pour piano de Don et une version incomplète de Tombeau, à Cologne, au festival IGNM, sous la direction du compositeur

- 1961 : création parisienne, avec la version pour piano de Don et une version incomplète de Tombeau

- 1962 : réécriture d'Improvisation I sur Mallarmé (version orchestrale)

- 1962 : réécriture de Don (version orchestrale)

- 1962 : création de la version complète du cycle (avec les versions orchestrales d'Improvisation I sur Mallarmé et de Don et la version complète de Tombeau), au Festival de Donaueschingen, sous la direction du compositeur

- 1969 : enregistrement du microsillon Pli selon pli avec le soprano Halina Lukomska

- 1981 : enregistrement du microsillon Pli selon pli avec le soprano Phyllis Bryn-Julson

- 1981 : édition de la partition d'Improvisation III sur Mallarmé

- 1983 : parution du microsillon Pli selon pli avec le soprano Phyllis Bryn-Julson

- 1983 : réécriture d'Improvisation III sur Mallarmé

- 1990 : réécriture de Don

- 2000 : reprise à la Cité de la musique de Paris du cycle complet pour le 75e anniversaire du compositeur et sous sa direction

- 2001 : enregistrement du CD Pli selon pli avec le soprano Christine Schäfer.

D'après : Equipe d'analyse des pratiques musicales UMR 9912 CNRS et Pli selon pli, ouvrage collectif.

## Remarques générales
Chaque partie de l'œuvre se fonde sur un poème de Mallarmé, du « Don du poème » de 1865, pour la première partie, au tardif « Tombeau », de 1897, pour la dernière.
Dans chacune des trois Improvisations, Boulez reprend le texte du poème de Mallarmé en entier.
Seul le premier vers du poème de Mallarmé Don du poème est chanté, au tout début de Don (« Je t'apporte l'enfant d'une nuit d'Idumée ! »), puis, plus loin dans Don des fragments des textes des trois Improvisations : « ...basalte... y... échos... et... une à... écume... mais... laves... épaves » (fragments du texte d'Improvisation III), puis « ...selon nul ventre... enfui... blême » (fragments du texte d'Improvisation II) et enfin « d'autrefois se souvient... qui sans espoir... resplendit... vivre... pour n'avoir pas... c'est lui... hiver » (fragments du texte d'Improvisation I) [ces trois dernières interventions n'ont été introduites que dans la version la plus récente de l'œuvre].
Dans Tombeau, symétriquement, c'est le seul dernier vers du poème de Mallarmé de même titre qui est chanté (« Un peu profond ruisseau calomnié la mort. »), en toute fin de l'œuvre.
Les poèmes se succèdent par ordre approximativement chronologique de leur écriture, ou du moins de leur parution, et le déroulement de l'œuvre évoque ainsi une sorte de lâche parcours biographique : on passe de l'enfant d'une nuit d'Idumée (début de Don) à l'achèvement de l'œuvre sur le mot mort à la fin de Tombeau.
La première et la dernière parties (Don et Tombeau) sont écrites pour de grands ensembles orchestraux. La deuxième et la troisième partie (Improvisation I et Improvisation II) sont destinées à des formations plus restreintes (et sont du reste parfois exécutées isolément en concert).
L'œuvre commence, au début de Don, par un accord fortissimo immédiatement suivi de longues tenues pianissimo, et se clôt, à la fin de Tombeau, sur une reprise, également fortissimo, de cet accord initial.

## Les textes
Les textes figurent dans le recueil des Poésies de Stéphane Mallarmé.
Leur thème essentiel est celui de la création poétique.

### Don
Écrit en 1865, Don du poème, dont le premier vers seulement est chanté, au début de Don, a été présenté ainsi, par Mallarmé lui-même, dans une lettre à Villiers de l'Isle-Adam : « un petit poème composé après le travail de la nuit [...]. Le poète, effrayé, quand vient l'aube méchante, du rejeton funèbre qui fut son ivresse pendant la nuit illuminée, et le voyant sans vie, se sent le besoin de le porter près de sa femme qui le vivifiera. »
« L'enfant d'une nuit d'Idumée » du premier vers pourrait alors symboliser Hérodiade, le vaste poème auquel Mallarmé travaillera tout au long de sa vie et qu'il laissera inachevé (l'Idumée est en effet le pays d'Hérodiade et, de plus, dans les Poésies de Mallarmé, Don du poème précède immédiatement le seul fragment achevé du poème Hérodiade).
À noter qu'il existe plusieurs versions successives de Don du poème comme de Pli selon pli.
Don du poème est un quatorzain ; par ses rimes plates (et sa typographie en un seul bloc), il ne constitue cependant pas un sonnet, à la différence de tous les autres poèmes de Pli selon pli.

### Improvisation I
La date d'écriture de ce sonnet — l'un des poèmes les plus célèbres de son auteur — paru en 1885, n'est pas connue.
La plupart des commentateurs voient dans le cygne une image du poète luttant contre « l'hiver » de la stérilité.

### Improvisation II
La date d'écriture de ce poème, paru en janvier 1887, n'est pas connue. Dans le recueil des Poésies, il constitue le dernier volet de Triptyque (et suit les sonnets Tout orgueil... et Surgi de la croupe et du bond).
Les deux quatrains évoquent indirectement un passant qui tente d'apercevoir par la fenêtre d'une chambre, à travers des rideaux de dentelle, un lit absent. En contraste avec ce lieu vide de la procréation charnelle, les deux tercets semblent évoquer l'idée que l'artiste pourrait être fils de son art et s'engendrer en quelque sorte lui-même en créant une œuvre dont il « aurait pu naître ».

### Improvisation III
Paru en mai 1894.
Un peu d'écume sur la mer : est-ce tout ce qui reste d'un « sépulcral » naufrage ou n'est-ce que la simple trace laissée par le plongeon d'une petite sirène ? Telle est la trame de ce poème, où l'on retrouve une thématique présente dans le poème initial du recueil des Poésies : Salut (« Rien, cette écume, vierge vers » : l'écume y apparaît comme une figure du vers, de la parole poétique) ou dans le fameux Coup de dés, œuvre dont la poétique a beaucoup marqué Pierre Boulez.
À noter l'absence totale de ponctuation dans ce poème.
Dans ses deux premières versions enregistrées, Improvisation III utilise seulement des fragments du texte, expressions, mots voire simples syllabes ou voyelles, tirés des trois premiers vers. Dans la version actuelle, en revanche, le poème entier est mis en musique.

### Tombeau
Écrit peu après la mort de Paul Verlaine (8 janvier 1896), ce poème fut publié pour le premier anniversaire de sa mort en janvier 1897.
On trouvera une analyse détaillée de ce texte par Jean-Michel Maulpoix ici.
La dernière partie de Pli selon pli ne reprend que le dernier vers du texte (tandis que la première partie, Don, ne reprenait que le premier vers de Don du poème).

### Le poème qui donne son nom à l'œuvre
Paru en 1893. Écrit en hommage aux poètes belges du cercle Excelsior de Bruges qui avaient invité Mallarmé à donner une conférence sur Auguste de Villiers de l'Isle-Adam en 1890.
Le début de ce poème est décrit ainsi par Bertrand Marchal dans son édition des Poésies de Mallarmé : « Les quatrains convoquent deux images, celle de la brume et celle de l'encens pour rendre visible la vétusté de la cité. Cette brume de temps dont la ville émerge comme une veuve écartant ses voiles de deuil semble [...] donner une caution à une amitié neuve ». Les tercets évoquent une aube naissante sur un canal encore sombre (« défunt »), dont la lueur est comme démultipliée par la présence de cygnes, cette aube renvoie au déploiement de la poésie elle-même, telle que portée par les poètes belges amis.

## Réception de l'œuvre
Igor Stravinsky a décrit Pli selon pli comme « à la fois tout à fait monotone et charmant dans sa monotonie ». .
Michel Butor, qui a consacré une analyse à Pli selon pli (Mallarmé selon Boulez), écrit à propos d'Improvisation III : « Cette musique [...] habituellement étiquetée abstraite, ésotérique, recèle [...] des possibilités descriptives, narratives, extraordinaires. La leçon de Debussy est certes admirablement suivie, non seulement dans la constitution de ces « Nuages », mais dans cette « Mer » devenue si furieuse et si sombre. »
En 1981, Dominique Jameux écrivait : « Il ne serait pas surprenant que, avec le recul de l'histoire, Pli selon pli apparaisse comme le point d'aboutissement et de clôture du « premier Boulez », celui qui de 1945 à 1960 aura bouleversé les données de la pensée, de l'écriture et de l'écoute musicales plus qu'aucun compositeur de sa génération. L'œuvre imposante, d'une totale perfection logique et sensible, à la fois authentifie cette démarche qui à travers le sérialisme définit « l'œuvre ouverte », et amorce le classicisme des années à venir. »
À propos de Don, Philippe Albèra écrit : « Boulez joue ici sur la distance entre les sons, les tessitures et les timbres, sur la coupure, la fragmentation, les silences, ainsi que sur la division de l'orchestre en groupes de timbres changeants ; il joue aussi sur la succession d'épisodes musicaux indépendants : la musique s'invente dans l'instant, elle intègre des citations d'œuvres à venir, sorte d'incises qui rompent le cours de la pièce. Le temps est comme suspendu. On suit la constitution même des accords, leurs imbrications, la résonance des sonorités, comme s'il s'agissait d'un organisme vivant. C'est la magie d'une forme imprévisible, parfois secouée par des élans aussitôt interrompus, jusqu'à la péroraison finale, directionnelle, écrite dans un temps pulsé et dramatique. Cette constellation musicale si puissamment poétique, où est évoquée l'aube dont parle le poète, avec ses chants d'oiseaux imaginaires (selon une note de Boulez dans ses esquisses), s'oppose à la masse bouillonnante de Tombeau, où les différentes couches musicales s'agglutinent les unes aux autres jusqu'au paroxysme. » Maurice Béjart rends hommage à l'oeuvre en composant une chorégraphie pour le Ballet du XXe siècle, qui est représentée au théâtre de la Monnaie à Bruxelles en 1975.

## Discographie
- Halina Łukomska et l'orchestre symphonique de la BBC dirigé par Pierre Boulez en 1969 (Columbia)
- Phyllis Bryn-Julson et l'orchestre symphonique de la BBC dirigé par Pierre Boulez en 1981 à Londres (Erato).
- Christine Schäfer et l'Ensemble intercontemporain dirigé par Pierre Boulez en 2001 (Deutsche Grammophon).